# Avitta alternans
Avitta alternans là một loài bướm đêm trong họ Noctuidae.